# كارولاينا توريس
كارولاينا توريس (بالإسبانية: Carolina Torres)‏ هي منافسة ألعاب القوى تشيلية، ولدت في 16 مارس 1979.

## وصلات خارجية
- كارولاينا توريس على موقع الاتحاد الدولي لألعاب القوى (الإنجليزية)
- كارولاينا توريس على موقع أوليمبيديا (الإنجليزية)